# 鈴蘭號列車
鈴蘭號列車（すずらん）是日本北海道旅客鐵道（JR北海道）在室蘭站與札幌站之間運行的特別急行列車（在2017年3月4日之前原屬L特急車等），途徑室蘭本線、千歳線及函館本線。現時每天共對開6班列車，其中1來回只以東室蘭站為終站，另外，所有直通室蘭站的班次，由幌別站起均改為各站停車；而由東室蘭站起，全車座位更會改為自由席，這與JR北海道其他特急列車的做法不同。

## 概要
鈴蘭號列車的行車路線與北斗號列車於札幌～東室蘭的路段是完全重覆的。不過，鈴蘭號的停站數目比北斗號稍多，這是因為過去承繼了快速「千歲」及特急「丁香」的停車站，而札幌市～室蘭市的距離也較近，鈴蘭號比北斗號更適合發揮作為鄰市之間的快捷運輸途徑。

### 停車站
全部列車停靠札幌～東室蘭之間的指定車站，2號及5號不會駛入東室蘭～室蘭間。
（室蘭站 - 母戀站 - 御崎站 - 輪西站） - 東室蘭站 - 鷲別站 - 幌別站 - 登別站 - 白老站 - 苫小牧站 - 沼之端站 - 南千歲站 - 千歲站 - 新札幌站 - 札幌站
- 室蘭～東室蘭間的等級設定為普通列車、各站停車，同時又因在鷲別、幌別兩站停車，實際上形成了室蘭～幌別間為各站停車，但在鷲別、幌別兩站則不能隨意乘坐指定席座位，亦要繳付特急車費及手持特急劵才可以使用。
- 2016年3月26日起，加開11及12號，以代替原來駛往青森站的夜行列車「玫瑰號」，2號、5號的行車區間改為東室蘭～札幌，來往室蘭的乘客要改以其他區間車接駁。

## 問題

### 不合理的特急車資性價比
早於2013年11月1日時刻表改正，由於札幌都市圈班次過密，減速後的絕大部分特急列車（北斗2·24號除外）無法再大幅超前已有既定行走時間的普通列車。特急列車失去使用路軌優先權後，比只屬於快速種別的「機場」需要較長或同等時間完成行走札幌站-南千歲站一段，卻收取較高昂的特急費用，已引起非議及質疑。2020年3月14日時刻表改正更將問題突顯，增設特別快速的「機場」更與特急「北斗」、「大空」、「十勝」停站相同，不但比「鈴蘭」少停千歲站，而且更不用繳付任何特急附加費，直接將「鈴蘭」地位大幅「貶值」。未增設特別快速「機場」前已由快速「機場」局部蠶蝕一眾千歲線特急的地位，增設後令特急變得更一文不值並完全失去議價本錢。

### 降級「指定席」
另外，因應白老站的民族共生象徵空間開業，「鈴蘭」指定席列車由1卡增至2卡，卻沒有為增設的車卡提供u-seat，造成降級現象，付530日圓附加費卻換來只與自由席相同級數的服務，再加上由JR東日本提供的eki-net預約網站會優先分配較前車輛號數的座位，造成遲預約才獲得舒適服務的不公安排。

## 外部連結
- L特急すずらん （页面存档备份，存于）